# كارلوس هيفيا
كارلوس هيفيا (بالإسبانية: Carlos Hevia)‏ (و. 1900 – 1964 م) هو سياسي من كوبا ولد في هافانا.